# St. Trinian’s – Nem apácazárda
A St. Trinian’s – Nem apácazárda (eredeti címe: St. Trinian’s) 2007-es angol filmvígjáték Oliver Parker és Barnaby Thompson rendezésében. A film a Ronald Searle rajzoló művein alapuló filmsorozat része. A „St. Trinian’s” filmek közös jellemzője, hogy a St. Trinian’s School-ban játszódnak. A sorozat részei a következôk: The Belles of St. Trinian’s (1954), Blue Murder at St Trinian’s (1957), The Pure Hell of St Trinian’s (1960), The Great St Trinian’s Train Robbery (1966) és The Wildcats of St Trinian’s (1980). Ez a rész a franchise rebootja, és nem közvetlen folytatása.
Míg a korábbi filmek középpontjában a felnőttek álltak, ebben a részben a tanulók is nagyobb szerepet kapnak.

## Cselekmény
A St. Trinian’s nevű iskola a csőd szélén áll, azonban a diákok elhatározzák, hogy elrabolnak egy értékes festményt az iskolájuk megmentése érdekében.

## Szereplők
| Szerep                            | Színész              | Magyar hang        |
| --------------------------------- | -------------------- | ------------------ |
| Annabelle Fritton                 | Talulah Riley        | Bogdányi Titanilla |
| Carnaby Fritton / Camilla Fritton | Rupert Everett       | Csankó Zoltán      |
| Kelly                             | Gemma Arterton       | Vadász Bea         |
| Flash Harry                       | Russell Brand        | Zámbori Soma       |
| Bursar                            | Toby Jones           | Scherer Péter      |
| Geoffrey Thwaites                 | Colin Firth          | Kőszegi Ákos       |
| Miss Bagstock                     | Anna Chancellor      | Andresz Kati       |
| Miss Dickinson                    | Lena Headey          | Pálfi Kata         |
| Bankigazgató                      | Steve Furst          | Fazekas István     |
| Chloe                             | Antonia Bernath      | Nemes Takách Kata  |
| JJ French                         | Mischa Barton        | Zsigmond Tamara    |
| Stephen Fry (önmaga)              | Stephen Fry          | Végvári Tamás      |
| Hírolvasó a Sky csatornán         | Jeremy Thompson      | Korbuly Péter      |
| A National Gallery igazgatója     | Nathaniel Parker     | Rosta Sándor       |
| Polly                             | Lily Cole            | N/A                |
| Celia                             | Juno Temple          | N/A                |
| Taylor                            | Kathryn Drysdale     | N/A                |
| Andrea                            | Paloma Faith         | N/A                |
| Chelsea                           | Tamsin Egerton       | N/A                |
| Peaches                           | Amara Karan          | N/A                |
| Tara és Tania                     | Cloe és Holly Mackie | N/A                |
| Miss Maupassant                   | Caterina Murino      | N/A                |
| Főnővér                           | Celia Imrie          | N/A                |
| Beverly                           | Jodie Whittaker      | N/A                |
| Miss Cleaver                      | Fenella Woolgar      | N/A                |
| Verity Thwaites                   | Lucy Punch           | N/A                |
| Anoushka                          | Tereza Srbova        | N/A                |

A Girls Aloud lányegyüttes tagjai (Nicola Roberts, Kimberley Walsh, Sarah Harding, Nadine Coyle és Cheryl) önmagukat alakítják a filmben. Zöe Salmon cameoszerepben tűnik fel.

## Filmzene
A filmzenét Charlie Mole szerezte. A filmzenei album 2007. december 10-én jelent meg az Universal Music Group gondozásában. Az album megosztotta a kritikusokat.

## Bemutató
Világpremierje 2007. december 10-én volt Londonban. 2007. december 21-én mutatták be a mozikban.
DVD-n 2008. április 14-én jelent meg.

## Fogadtatás
A film vegyes kritikákat kapott. Az Empire magazin szerint a film egyesíti az előző részek pozitívumait a modern hangulattal.
A The Observer negatívan értékelte a filmet, ugyanakkor megjegyezte, hogy az "előzetest egy csomó kislány látta, akiknek különösen Russell Brand tetszett".
A The Evening Standard kritikusa, Derek Malcolm "zűrzavarnak" nevezte, és negatívan hasonlította a régi filmekhez.
A Rotten Tomatoes honlapján 31%-ot ért el.